# Henrik Vivarius
Henrik Vivarius, nemški jezuit in pedagog, * 1559, Aachen, † 15. januar 1622, Sélestat, Francija.
Bil je rektor Jezuitskega kolegija v Ljubljani med 9. avgustom 1597 in majem 1602.